# Чухал
Чу̀халът или Евразѝйски чу̀хал (Otus scops) (малка ушата сова, кюхало) е граблива птица от разред Совоподобни. Среща се и в България.

## Физическа характеристика
Чухалът е една от най-дребните сови.
- Дължина на тялото: 19 – 21 см
- Размах на крилата: 47 – 54 см
- Тегло: 75 – 85 г

Фигурата му е стройна, с голяма глава. Държи тялото си изправено. Има добре развити къси „уши“ от пера, които понякога прилепват назад и не се забелязват добре. Ирисът му е яркожълт. Лицевият диск е непълен, светлосив, напръскан с нежни тъмнокафяви петна. Ограден е с тъмна „огърлица“ като полумесец. Клюнът е къс, извит и в основата – с издута восковица. Оперението на гърба варира от светложълтеникаво до сиво-кафяво, изпъстрено с тъмни надлъжни щрихи и светли закръглени петна. Отдолу тялото му е светлоръждиво с тъмни надлъжни резки по ствола на перата, по-широки по гърдите и хълбоците, често със светли напречни щрихи. Различават се две цветни фази: червеникаво-кафява и сива. Краката са непълно оперени.
Чухалът е труден за наблюдение, тъй като благодарение на маскировъчната окраска умело се прикрива. Най-често се установява по характерното обаждане на мъжкия – ясно и монотонно повтаряно „чуу“, което наподобява сигнали на радиолокатор.
Младите екземпляри са с по-светла окраска. Тъмните надлъжни резки отдолу на тялото са неясни, с повече напречни препаски.

## Разпространение
Широко разпространен в Централна, Източна и Южна Европа, Северна Африка, Мала Азия, Иран, Казахстан и Русия. Зимува в Африка на територията от Сенегал и Судан до Уганда и Кения и в югозападната част на Арабския полуостров.
В България се среща повсеместно до около 1400 метра надморска височина.
Обитава разредени широколистни гори с високи дървета, стари крайречни гори, единични дървета в открити пространства, залесителни пояси, градини и паркове в населени места.

## Начин на живот и хранене
Чухалът е прелетен вид. До местата за размножаване долита през април. Миграцията зависи от състоянието на времето. При студено време почива и се задържа по прелетния път и се връща по-късно.
Още по време на пролетната миграция мъжките издават характерното си обаждане. През есента чухалът е мълчалив. Отлита през септември и октомври.
Хранителният спектър на чухала е разнообразен. Състои се от насекоми, многоножки, гущери, птици и бозайници. Най-голям дял заемат насекомите: бръмбари, водни кончета, пеперуди, гъсеници. За изхранването на едно люпило възрастните носят повече от 2000 насекоми. След тях са бозайниците, които са главно дребни мишевидни гризачи: обикновена полевка, домашна мишка, обикновена горска мишка, полска мишка, лешников сънливец. Поради малките си размери и слабите крака чухалът не може да се справя с по-едри бозайници. Следват птиците, които са допълнителна храна. Най-чести жертви са домашното и полското врабче, допълнени от други пойни птици: голям синигер, белогушо коприварче, червеногръдка, полска чучулига. Многоножките и гущерите са случайна храна. Вероятно когато няма успех с други жертви, чухалът прибягва до тях.
Погадките са продълговати с диаметър около 1 см и дължина 2 – 4 см. Съдържат предимно хитинови остатъци.

## Размножаване
Чухалите образуват постоянни двойки. В началото на размножителния период мъжкият непрекъснато „чуха“. Той повтаря своето обаждане по 20 – 22 пъти в минута. Партньорите обичат да се притискат един в друг и да ровят оперението на другия с клюн.
Потомството се отглежда в закрити гнезда: хралупи, стари гнезда на свраки, врани, дневни грабливи птици, дупки по зидове и отвесни брегове. Заема и изкуствени гнездилки. Гнездото може да се използва няколко години последователно.
През май женската снася от 3 до 6 елипсовидни, гланциранобели яйца с тегло 15 – 16 г. Мъти само женската в продължение на 24 – 25 дни. Мъжкият охранява гнездото. Не се колебае да нападне дори човек. Женската също пази яйцата и не бяга при опасност. През целия период на мътене самецът се обажда през цялата нощ. Когато се излюпят малките, той прекъсва брачната си песен. Новоизлюпените малки са покрити с гъст бял пух, но не могат да поддържат постоянна температура и женската постоянно ги топли. Малките преминават и през младежко оперение (мезоптилно оперение).
През първите две седмици за изхранването се грижи само мъжкият. Той носи храна и я дава на женската, а тя я разпределя на порции. По-късно и женската започва да ловува. Те хранят малките през нощта в продължение на 6 часа, правейки от 75 до 105 курса. Всяко малко получава средно по 30 порции с общо тегло 20 – 30 г. Малките напускат гнездото на 21 – 25 ден. Родителите ги хранят докато навършат 40 – 45 дни и не започнат да летят добре. При недостатъчно храна и принудително гладуване е наблюдаван канибализъм. По-едрите пиленца изяждат най-малкото.

## Допълнителни сведения

### Подвидове
- O. s. cycladum
- O. s. cyprius
- O. s. mallorcae
- O. s. pulchellus
- O. s. scops
- O. s. turanicus

### Природозащитен статус
- IUCN Red list (Червен списък на световно застрашените животни) – Least Concern (LC) – Незначително засегнат
- Закон за биологичното разнообразие – Приложение 3